# Aplidium scyphus
Aplidium scyphus is een zakpijpensoort uit de familie van de Polyclinidae. De wetenschappelijke naam van de soort werd in 1991 voor het eerst geldig gepubliceerd door Claude en Françoise Monniot.